# Arrenurus siegasianus
Arrenurus siegasianus är en kvalsterart som beskrevs av Herbert Habeeb 1954. Arrenurus siegasianus ingår i släktet Arrenurus och familjen Arrenuridae. Inga underarter finns listade i Catalogue of Life.